# Korg X3

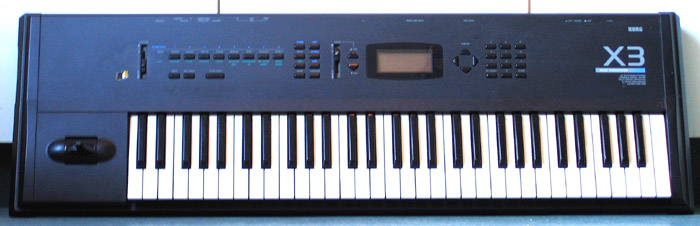
Korg X3.

El Korg X3 es un sintetizador digital y workstation presentado en 1993, el primero de la serie X de Korg. Una característica notable de este sintetizador es la gran cantidad de sonidos que implementa en tan sólo 6 MB de memoria. Por el contrario, una de sus carencias importantes, al igual que sus predecesoras serie T o serie M (entre otras), es que sus filtros no son resonantes. En cambio en la serie 01w sí que encontramos este tipo de filtros aunque en vez de aparecer como "resonance" aparece como "emphasis" en el menú. El X3 es en realidad una versión recortada y económica del 01w. Existe una versión con teclado de 76 teclas (X2) y otra en formato de rack (X3R). Casi simultáneamente apareció otra versión aún más recortada: el Korg X5. Básicamente es un X3 sin secuenciador y con un aspecto menos atractivo.

## Características generales
- Síntesis: Digital basada en muestras PCM de 16 bits a 44,1 kHz (AI2 patentada por Korg).
- Polifonía: 32 voces (16 con programas en modo de oscilador doble).
- Partes multitímbricas: 8 en modo combi y 16 en modo secuenciador.
- Nº teclas: 61 (5 octavas, de do a do), con sensibilidad a la velocidad y aftertouch.
- Ruedas de control: Entonación (pitch bendi) y modulación (asignables).
- Multiefectos: Sí, 48 tipos. Máximo de 2 efectos en paralelo (en 3 submodos) o en serie.
- Interfaz de control externo: MIDI
- Modo teclado maestro: Sí.
- Compatible con General MIDI: Sí
- Memoria de usuario: No volátil.
- Almacenamiento auxiliar: Disquetera de 3,5’’, compatible IBM-PC con formato de 720 KiB en modo de doble densidad (DD). Tarjeta de almacenamiento externo de datos tipo EPROM y tarjeta de expansión para muestras PCM tipo ROM. Volcado de datos vía MIDI por Sistema Exclusivo.

## Programas (sonidos individuales)
- Nº de programas: 200 editables por el usuario + 136 General MIDI (no editables).
- Osciladores por programa: 2
- Nº de ondas/muestras asignables a oscilador: 340 + 4 sets de percusión (editables).
- Modificadores por oscilador: Pitch EG y MG (función LFO), VDF EG y MG (función LFO), VDA (tipo ADSR), control de velocidad y aftertouch asignables a distintos parámetros.
- Filtros resonantes: No.

## Combis (combinaciones de programas)
- Nº de combis: 200
- Nº máximo de programas por combi: 8, configurables individualmente (volumen, panorama, entonación, canal MIDI, rango de teclado, etc).

## Secuenciador
- Capacidad total: 32.000 eventos.
- Resolución: 128 tics por negra.
- Nº Pistas: 16, asignables a los 16 canales MIDI.
- Nº canciones: 10
- Nº patrones: 100
- Grabación: Por pasos y tiempo real.
- Edición general: Menú de funciones.
- Edición puntual: Por lista de eventos.
- Sincronización externa: Señal MIDI Clock.

## Conectores
Auriculares, salida principal L/R, pedal asignable/switcher, damper, MIDI in/out/thru.